# علي بن أبي طالب (سوهاج)
قرية على بن أبي طالب هي إحدى القرى التابعة لمركز جهينة بمحافظة سوهاج في جمهورية مصر العربية. حسب إحصاءات سنة 2006، بلغ إجمالي السكان في على بن أبي طالب 4165 نسمة، منهم 2232 رجل و1933 امرأة.